# John Campbell (football, 1870)
Pour les articles homonymes, voir John Campbell et Campbell.
John Campbell (né le 19 février 1870 à Renton en Écosse et mort en 1906) était un footballeur écossais qui évoluait en tant qu'attaquant.
Il joua pour Sunderland AFC. Il fut le frère de l'entraîneur de Sunderland, Robert Campbell.

## Biographie
Il fait ses débuts pour Sunderland le 18 janvier 1890 contre Blackburn Rovers FC au premier tour de la FA Cup. Sunderland perd le match 4–2 après prolongation à Leamington Road. Il joue au club de 1890 à 1897, et gagne 3 championnats ; en 1892, 1893 et 1895. À chaque saison, Campbell finit meilleur buteur. Il inscrit en tout 133 buts en 186 matchs.
Il part ensuite rejoindre les rivaux du Newcastle United FC.
Il fait ses débuts en Championnat d'Angleterre de football D2 pour Newcastle contre Woolwich Arsenal FC le 4 septembre 1897 où il inscrit un but lors d'une victoire 4–1 le club est promu en fin de saison. Il fait en tout 29 matchs pour Newcastle et inscrit 12 buts. Il prend ensuite sa retraite.

## Palmarès
Sunderland AFC
- Champion du Championnat d'Angleterre de football (3) :
  - 1892, 1893 & 1895.
- Vice-champion du Championnat d'Angleterre de football (1) :
  - 1894.
- Meilleur buteur du Championnat d'Angleterre de football (3) :
  - 1892: 32 buts, 1893: 31 buts & 1895: 22 buts[4].